# DB-Baureihe VT 98
Als DB-Baureihe VT 98 wurden Nebenbahn-Triebwagen der Deutschen Bundesbahn bezeichnet. Ab 1968 wurden sie als Baureihe 798 bzw. 796 geführt. Umgangssprachlich werden diese Schienenbusse zusammen mit ähnlichen Baureihen als Uerdinger Schienenbusse bezeichnet.

## Geschichte

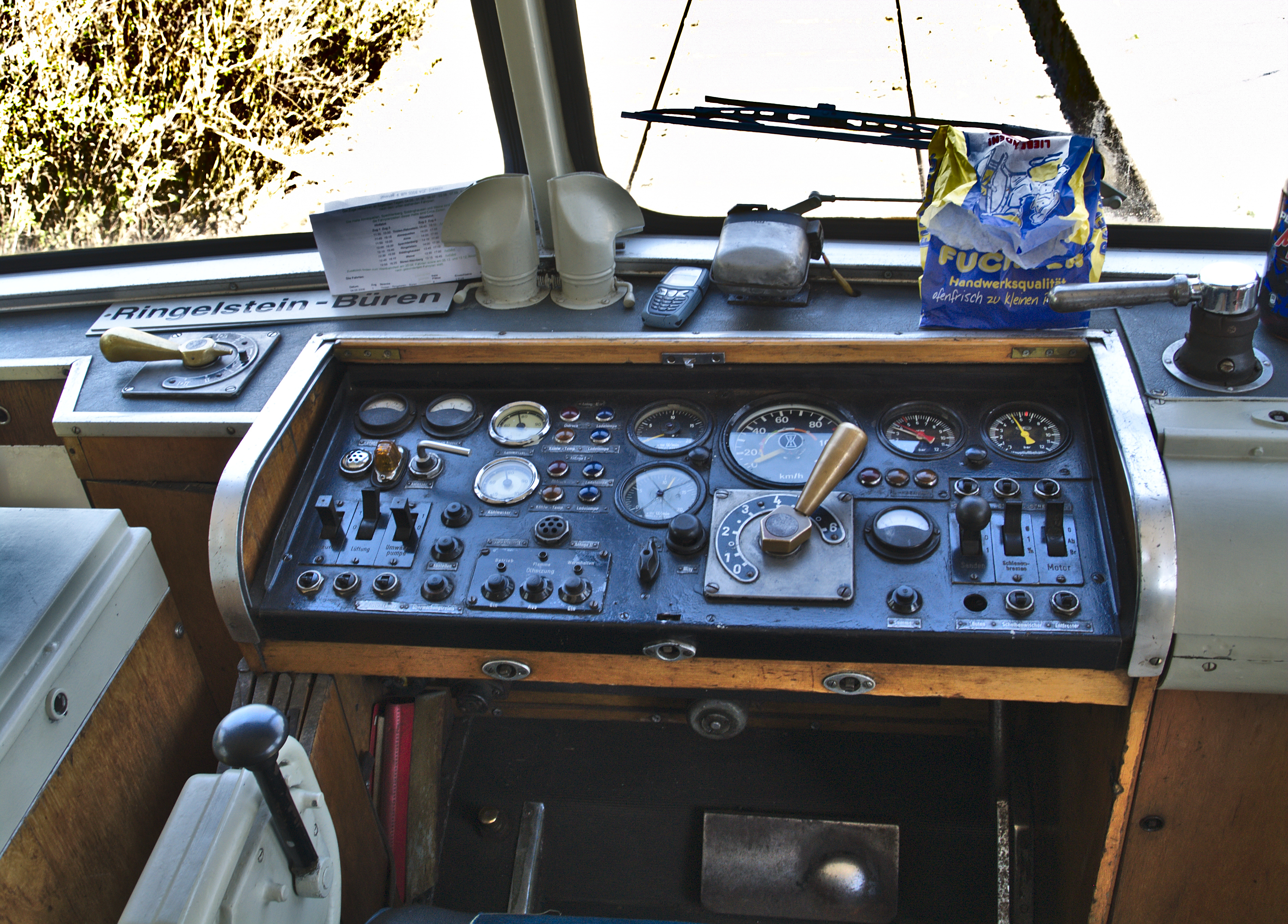
Fahrpult eines Triebwagens der Baureihe 798

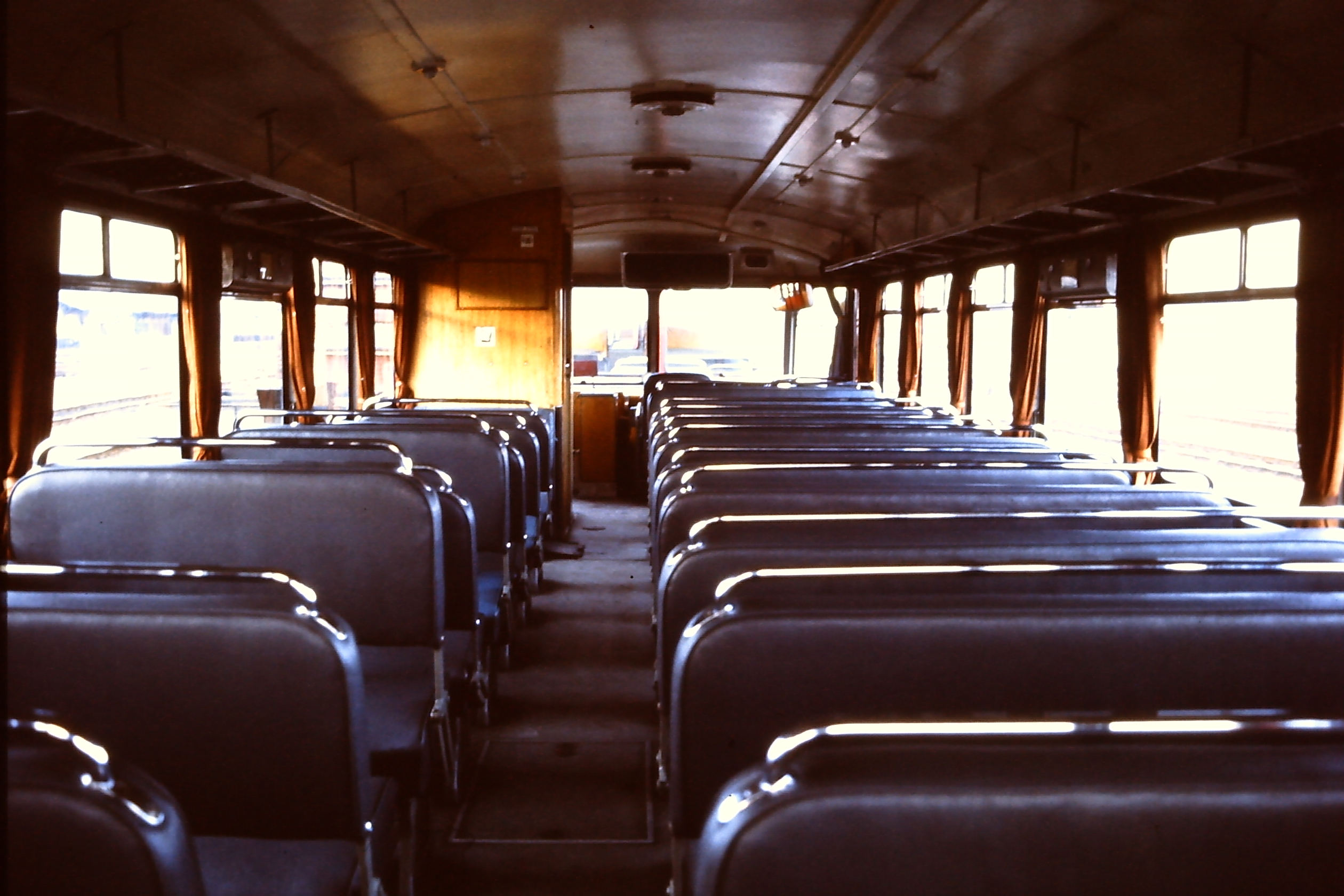
Fahrgastraum mit den charakteristischen Klapplehnen

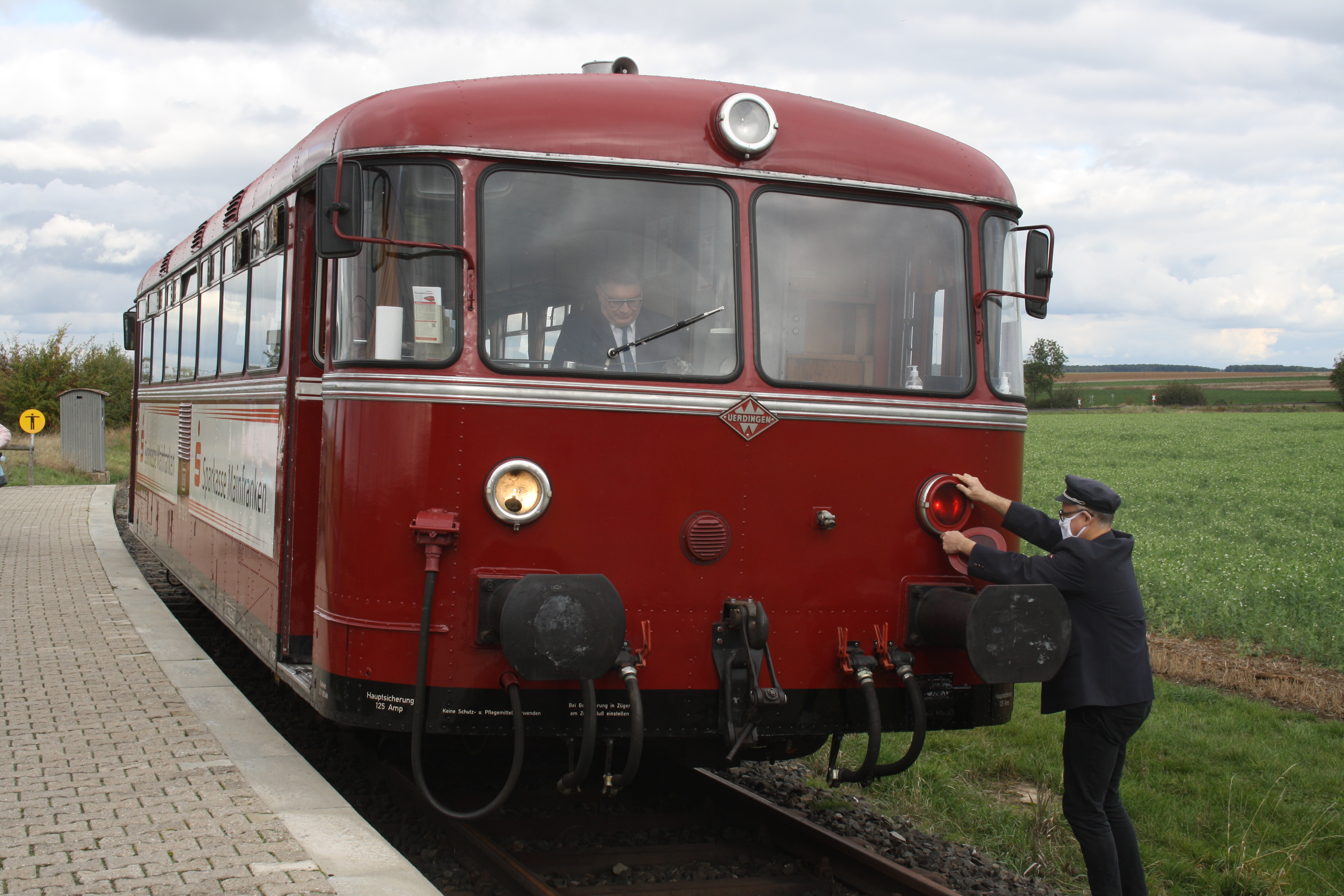
Anbringen der Farbscheiben des Zugschlusssignals bei 796 702 (ex DB VT 98 9702) der Mainschleifenbahn

Die VT 98.9 wurden Mitte der 1950er Jahre aus der Reihe VT 95.9 entwickelt, welche mit nur einem Fahrmotor für viele Strecken zu schwach motorisiert waren. Daher wurden die VT 98.9 mit zwei Dieselmotoren ausgerüstet. Die VT 98.9 verfügten im Gegensatz zu den VT 95.9 über Pufferbohlen mit Schraubenkupplungen, so dass sie als Schlepptriebwagen zusätzliche Wagen, die den mitteleuropäischen Normen entsprechen, mitführen konnten. Dies wurde sowohl gelegentlich für einzelne Güterwagen (Expressgut-Kurswagen) als auch bisweilen für Reisezugwagen (Verstärkungswagen) genutzt. Allerdings war die Last, die ein Schienenbus zusätzlich befördern konnte, erheblich geringer als bei Lokomotiven. Durch die Schraubenkupplungen konnte ein VT 98.9 auch an das Ende anderer Züge eingestellt werden, um mit fremder Kraft befördert zu werden.
In allen Schienenbustypen wurden Unterflurmotoren des Typs U 10 der Büssing AG eingebaut, der gleiche Antrieb wie bei den Berliner Doppeldeckerbussen des Typs D2U, Leistung 110 kW bei 1900 min−1. Die Sechsganggetriebe wurden von der ZF Friedrichshafen AG geliefert. Anstelle von Fahrpedalen verfügten diese Triebwagen über Handgashebel links am Fahrersitz. Für den Steilstreckenbetrieb hatten sie eine Motorstaubremse.
Der Innenraum war schlicht gehalten und ähnelte damaligen Omnibussen beziehungsweise Oberleitungsbussen. Es handelte sich um Großraumwagen. Die Rückenlehnen der Sitzbänke konnten durch die Fahrgäste je nach aktuellem Bedarf umgeklappt werden – um in Fahrtrichtung zu sitzen oder eine Kleingruppe vis-a-vis unterzubringen.
Zu diesen 329 Triebwagen wurden auch 220 Beiwagen VB 98 mit Packabteil, weitere 100 ohne Packabteil sowie 310 Steuerwagen VS 98 hergestellt. Drei Beiwagen VB 98 wurden nachträglich zu Steuerwagen VS 98 umgebaut. Meistens wurden diese Fahrzeuge bei der DB in der Zusammenstellung VT+VB+VS eingesetzt. Es gab aber auch kürzere Zweier-Einheiten (VT+VS), gelegentlich waren Motorwagen (VT) allein unterwegs. Längere Garnituren, bis hin zu Sechswageneinheiten (VT+VB+VS+VT+VB+VS) wurden bei besonders hohem Fahrgastaufkommen gebildet. Betriebstechnisch war ein VT-98-Zug mit bis zu zwölf Achsen, also insgesamt sechs Wagen, möglich. Mit der eingebauten Vielfachsteuerung konnten im Zugverband zwei Triebwagen (= vier Motoren) gesteuert werden.
1968 wurde die Bauartnummer der Triebwagen in 798 geändert, die Beiwagen erhielten die Nummern 998.0–3 und Steuerwagen 998.6–9. Bei den Steuerwagen wurde dabei die Ordnungsnummer um 600 erhöht (aus dem VS 98 001 wurde der 998 601-9).
Einige wenige Triebwagen wurden modernisiert und erhielten eine Lackierung in Minttürkis/Pastelltürkis/Lichtgrau, den damaligen Produktfarben der Deutschen Bundesbahn des Nahverkehrs. Diese Schienenbusse verkehrten auf der Chiemgaubahn von Aschau nach Prien, später bis 2014 als „Ulmer Spatz“. Ansonsten behielten die Schienenbusse bis zum Schluss den für Triebwagen der Deutschen Bundesbahn typischen Anstrich in Purpurrot RAL 3004.

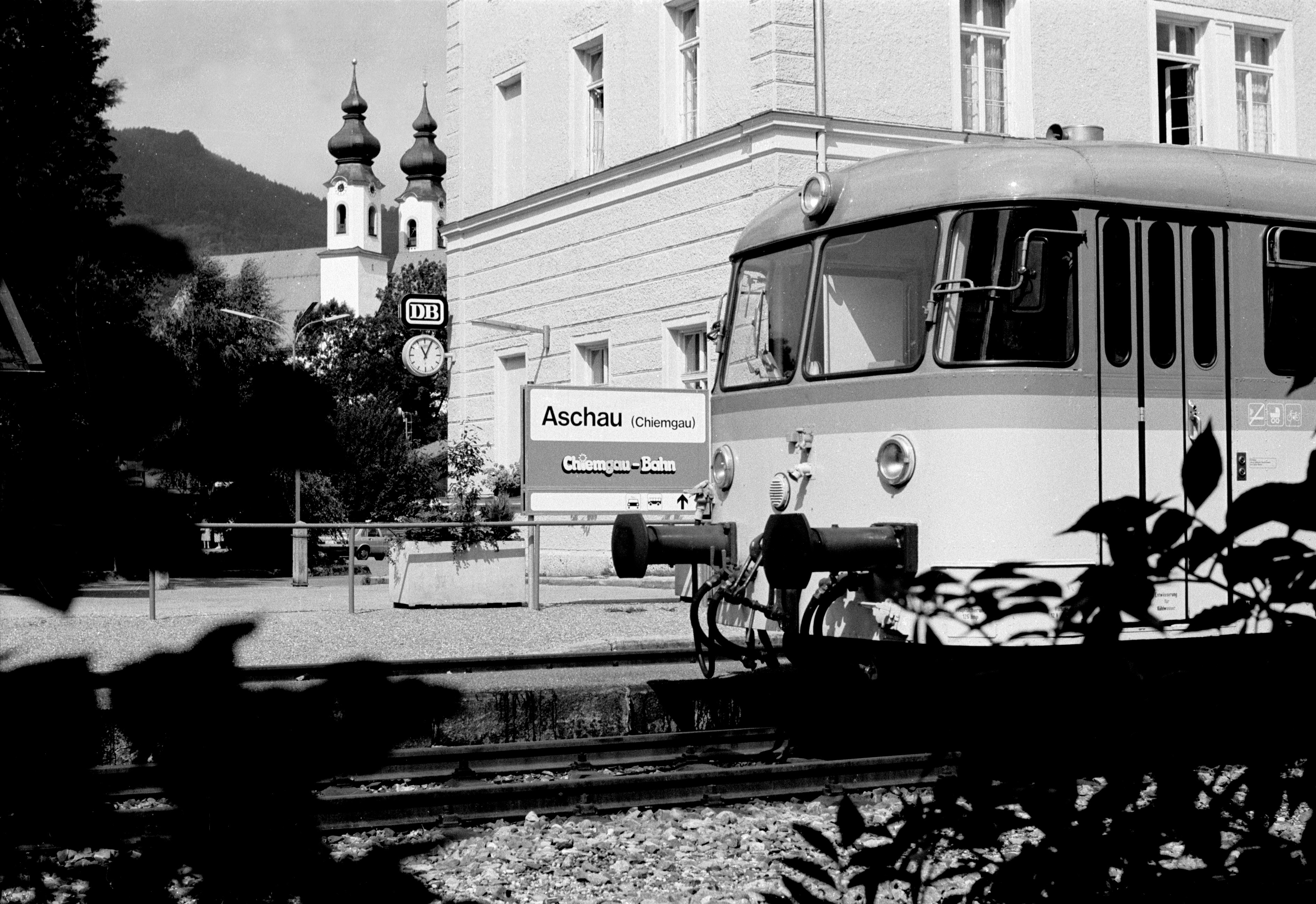
Modernisierter Schienenbus auf der Chiemgaubahn in Aschau (Chiemgau)
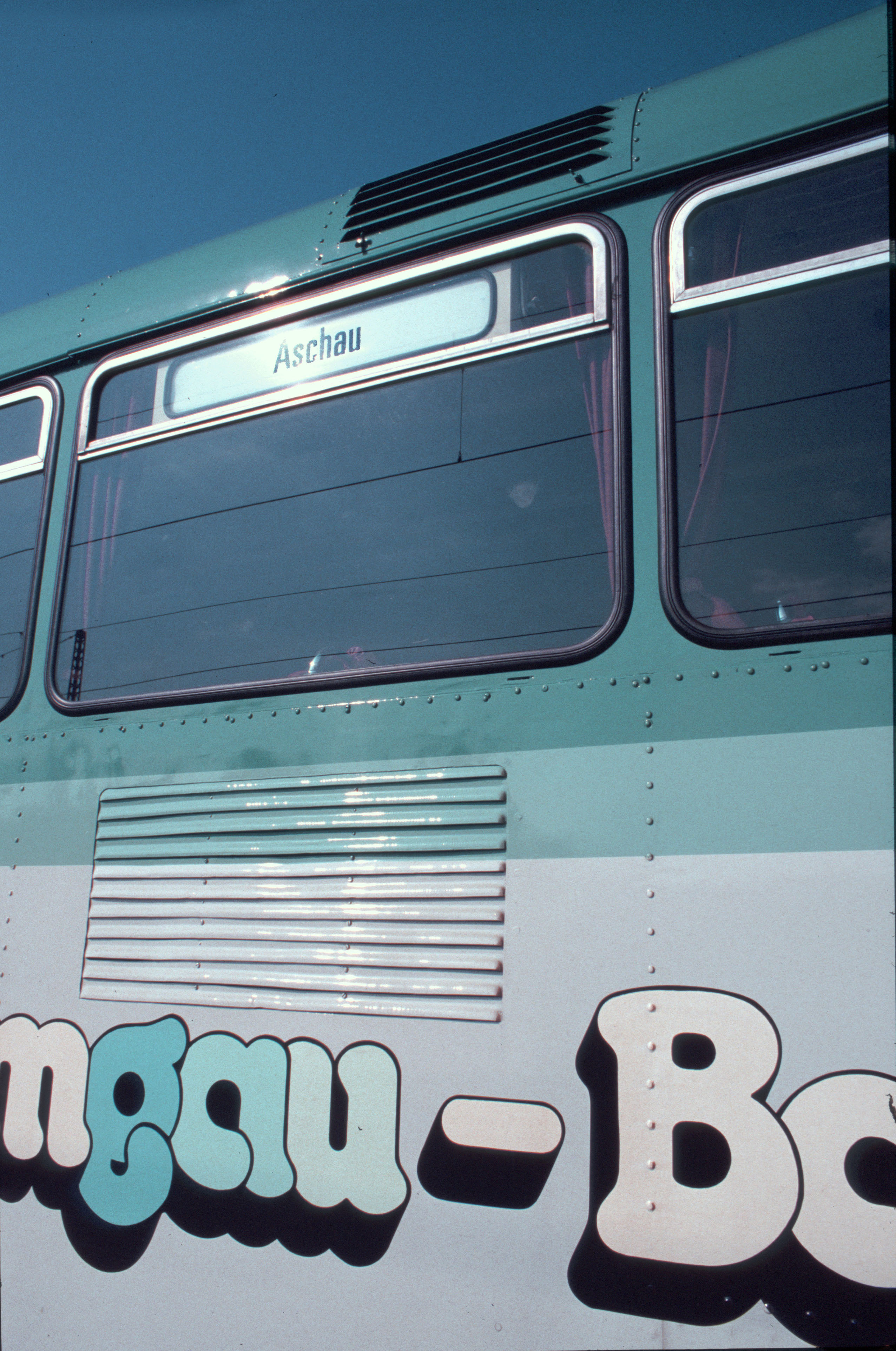
Chiemgaubahn-Schienenbus: Außenlackierung
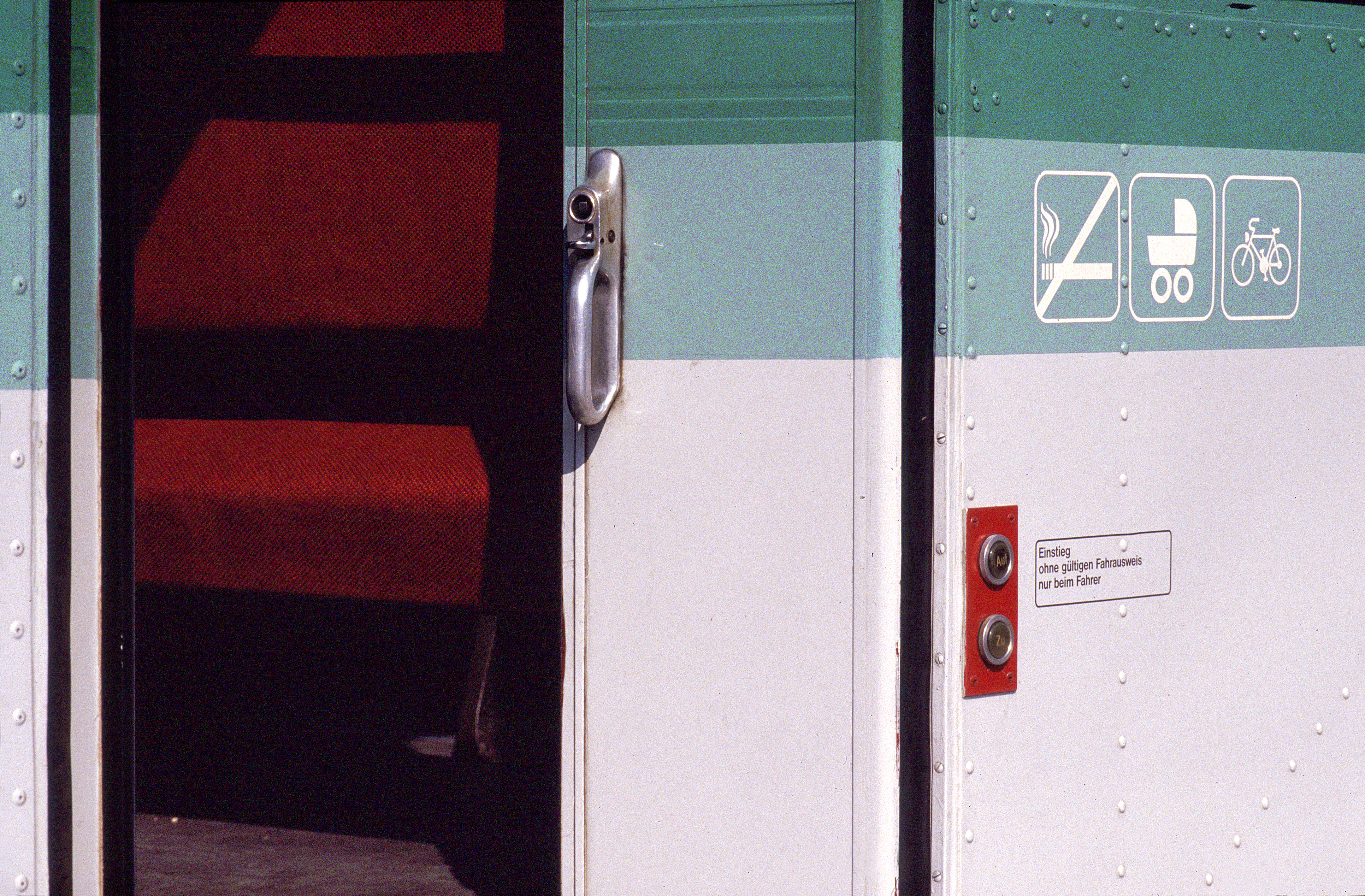
Chiemgaubahn-Schienenbus: automatisierte Falttür
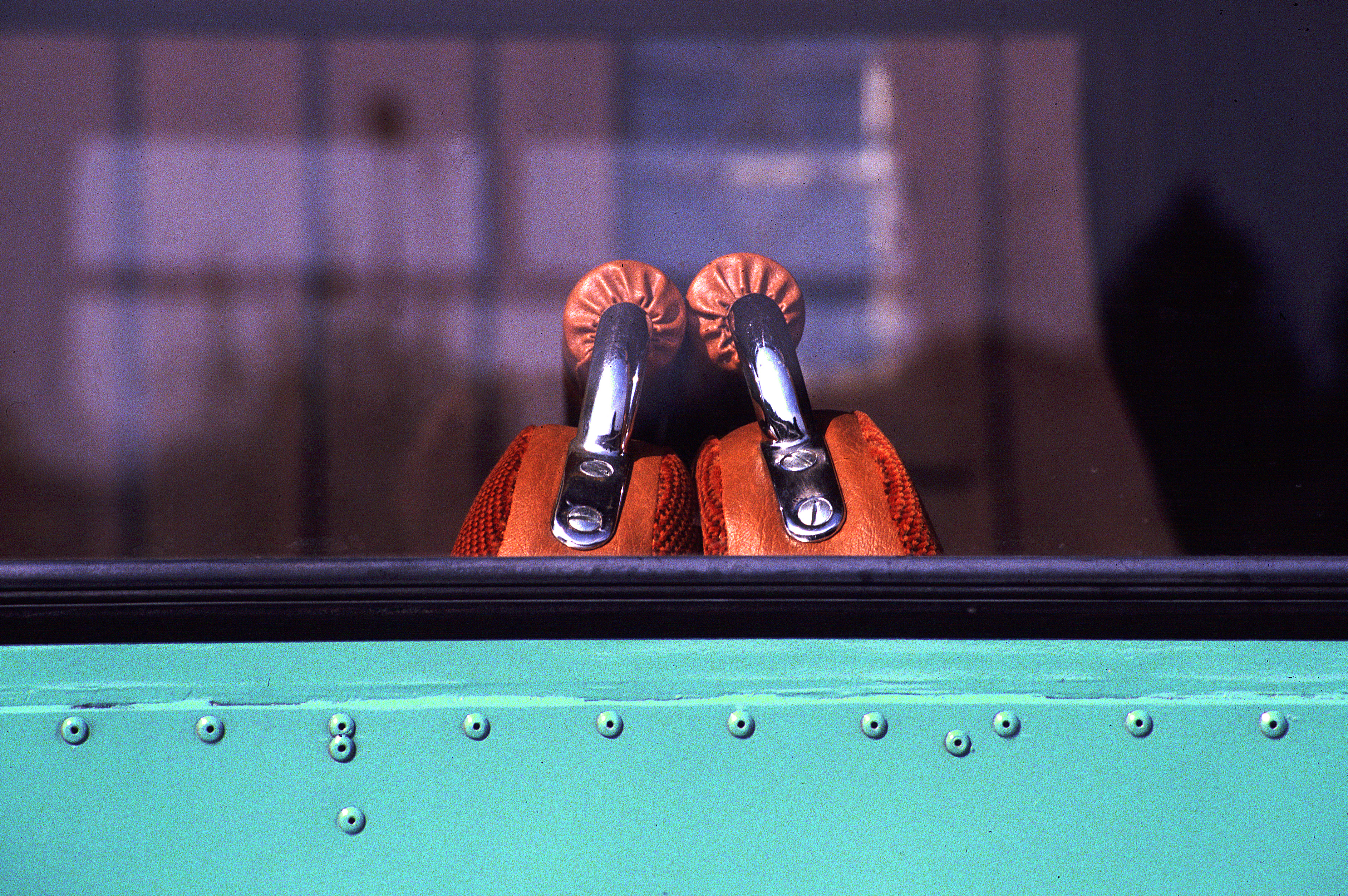
Chiemgaubahn-Schienenbus: Klapplehnen

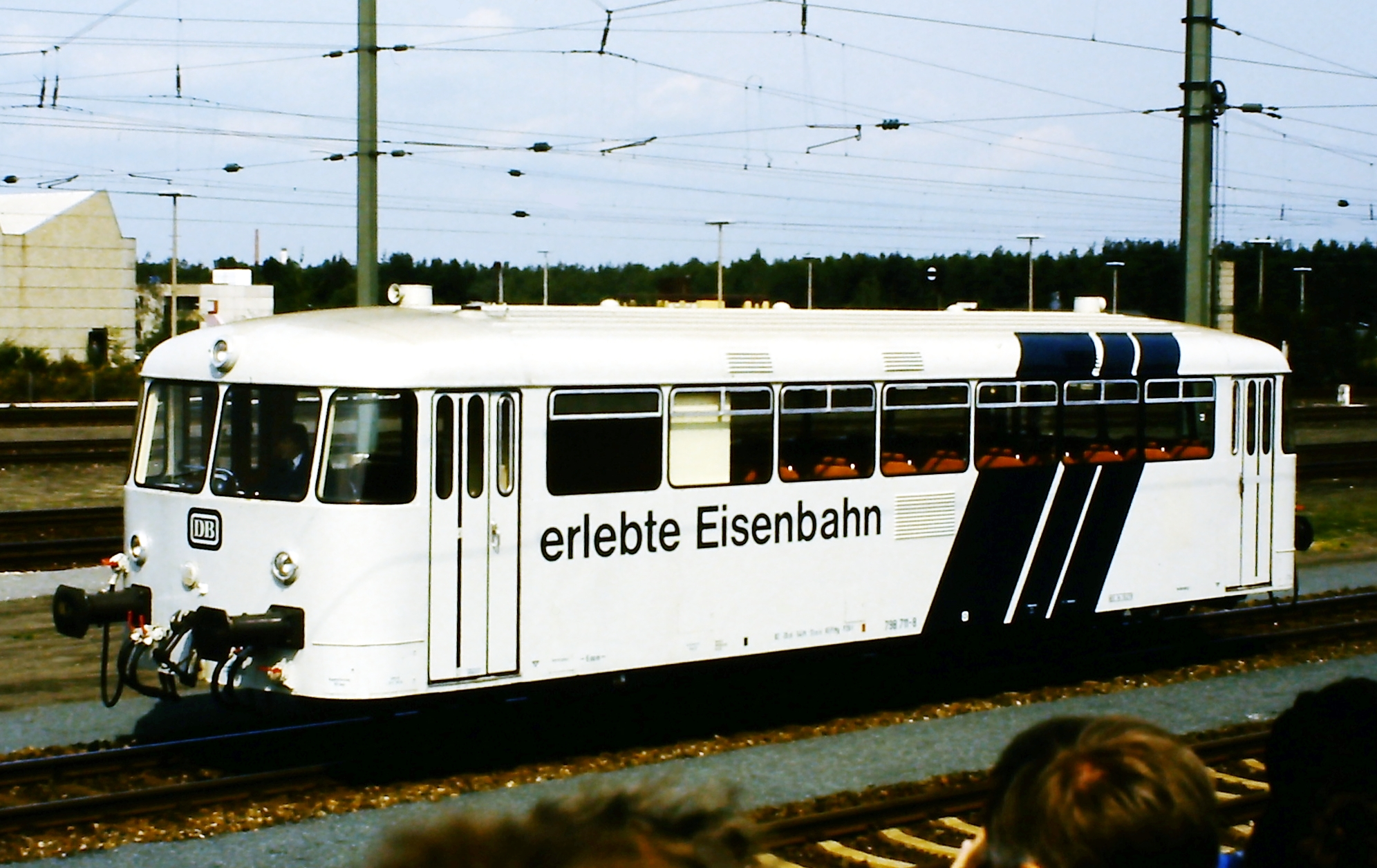
798 711 in Sonderlackierung zum Jubiläum 150 Jahre Deutsche Eisenbahnen, 1985

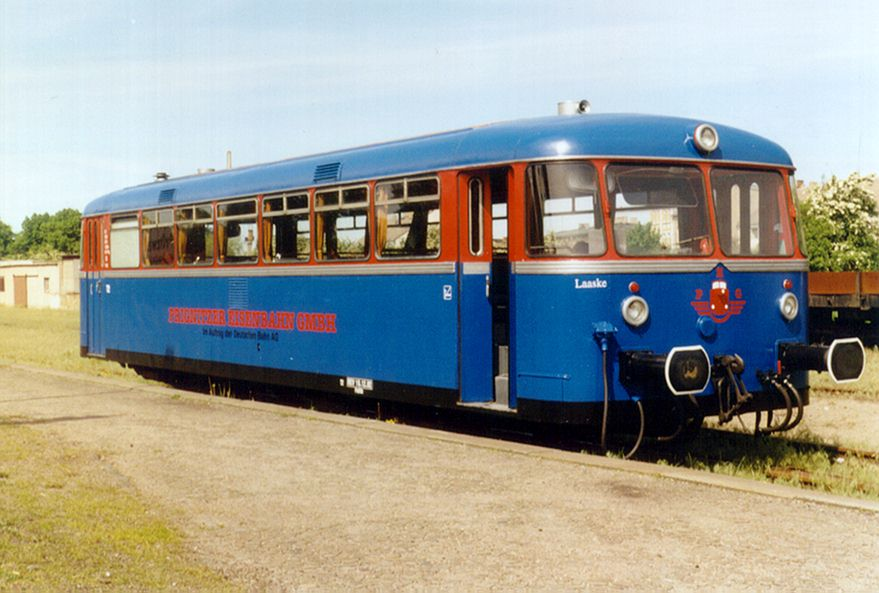
VT 98 der Prignitzer Eisenbahn in Pritzwalk (1997)

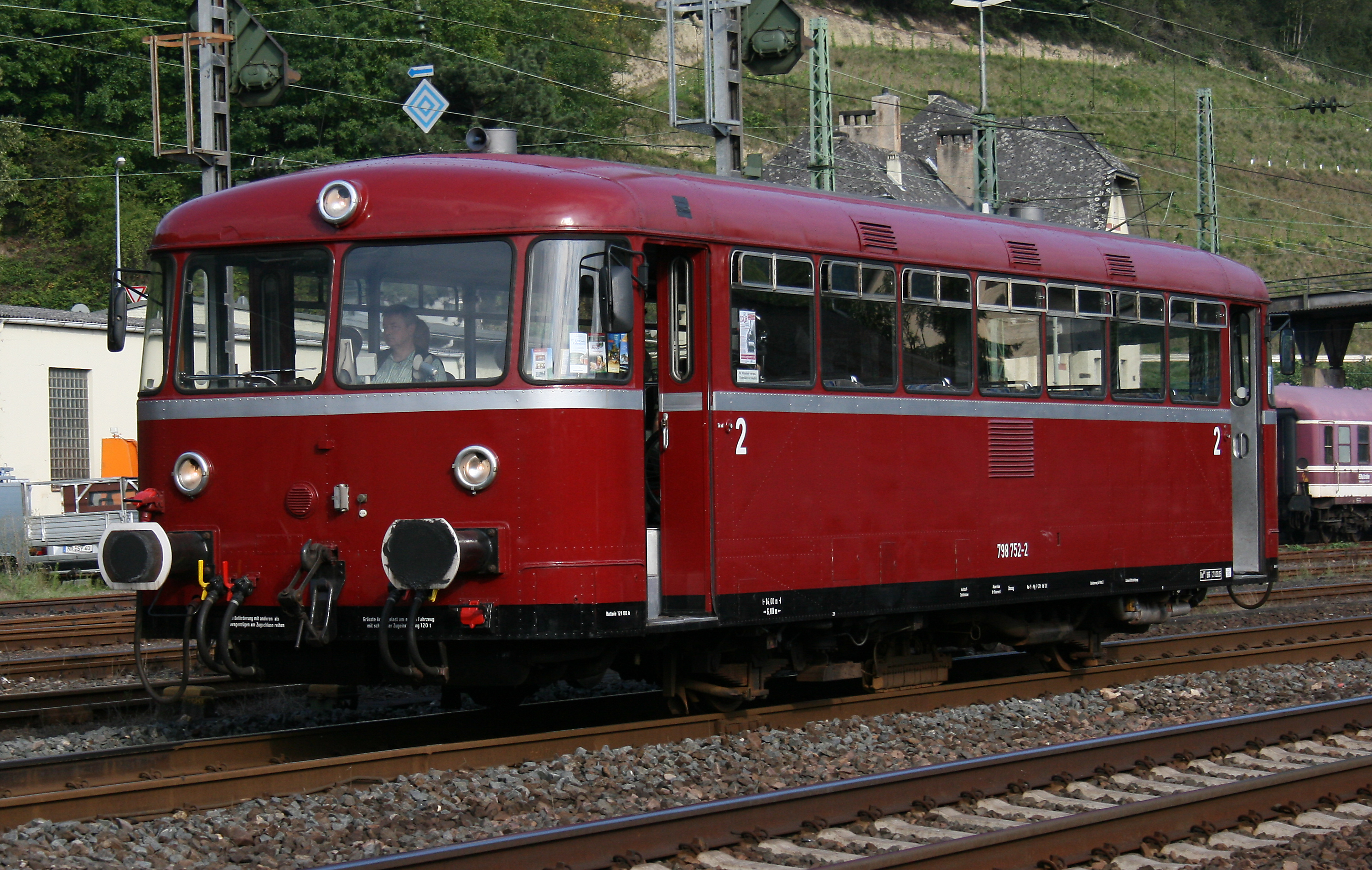
Museumsfahrzeug der Kasbachtalbahn mit untypischer Zierleiste (nur auflackiert statt Aluminiumprofil)

1988 wurden 47 Trieb-, 23 Bei- und 45 Steuerwagen auf Einmannbetrieb umgebaut. Sie erhielten pneumatische Türschließeinrichtungen und Zahltische für das Bezahlen beim Triebfahrzeugführer. Diese Wagen erhielten die Baureihennummern 796 bzw. 996.
1989 erwarb die Türkische Staatsbahn Türkiye Cumhuriyeti Devlet Demiryolları (TCDD) 25 VT 98, die sie als Baureihe RM 3000 bezeichnete. Zu den Triebwagen Rm 3001 bis 3025 kamen 25 Steuer- (Rp) und 15 Beiwagen (Rt) in die Türkei.
Die Betriebsgesellschaft Mainschleifenbahn setzt seit 2004 auf der Bahnstrecke Seligenstadt–Volkach den Triebwagen 796 702 und den Steuerwagen 996 726 ein und verwendete Triebwagen 796 710 von 2004 bis 2024 als Ersatzteilspender.
Eine Dreiwageneinheit wurde 2015 von der „Initiative Fuchstal-Bahn“ erworben und wird seit Juli 2015 im Raum Schongau für Touristik-Sonderfahrten eingesetzt.
In der zweiten Hälfte der 1990er Jahre wurden bis zu 20 VT 98 an die Prignitzer Eisenbahn (PEG) in Brandenburg verkauft, wovon 12 Triebwagen und ein Steuerwagen reaktiviert wurden. Bis heute (2024) wird durch das Nachfolgeunternehmen Hanseatische Eisenbahn ein Triebwagen (798 610) als Betriebsreserve vorgehalten. Dieser war 1996 das zweite Fahrzeug, welches durch die damaligen Gründer der PEG reaktiviert wurde; seitdem wurde er durchgehend in der Prignitz im Nahverkehr eingesetzt. Seine Stammstrecke ist zwar stillgelegt, bei Betriebsengpässen verkehrt der Triebwagen jedoch zwischen Meyenburg und Pritzwalk, gelegentlich auch zwischen Meyenburg und Ganzlin.

## Sonderfall VT 98 901–903
Im Sommer 1953 stattete die Waggonfabrik Uerdingen drei VT-95-Triebwagen der zweiten Bauserie für die bis dato als Zahnradbahn betriebene Steilstrecke Erlau–Wegscheid mit zwei Motoren aus. Diese Triebwagen wurden als VT 98 901 bis 903 bezeichnet. Sie verfügten über eine verstärkte Bremsausrüstung, behielten jedoch die Mittelpufferkupplungen des Typs „Scharfenberg leicht“ und die Stoßfederbügel als Aufstoßschutz.